# Anomoses hylecoetes
Anomoses hylecoetes är en fjärilsart som beskrevs av Turner 1915. Anomoses hylecoetes ingår i släktet Anomoses och familjen Anomosetidae. Inga underarter finns listade i Catalogue of Life.